# Complexe sanitaire du Djebel Oust
Le complexe sanitaire du Djebel Oust est un établissement public de santé tunisien spécialisé dans le soins par les eaux thermales et la rééducation physique et fonctionnelle.
Bâti à la suite du décret n°98-1142 du 18 mai 1998, il est rattaché au ministère de la Santé.
En 2020, il sert de centre de confinement pour des Tunisiens de retour du Canada, possiblement contaminés par le SARS-CoV-2.
Son emprise comporte des espaces forestiers.